# Afternoon Despatch & Courier
The Afternoon Despatch & Courier is een Engelstalige avondkrant in Mumbai, Maharashtra, India. Het dagblad heeft een tabloid-formaat. De krant werd opgericht door Behram Contractor (ook wel bekend als Busybee) en verscheen voor het eerst op 25 maart 1985.